# Aingeru Epaltza

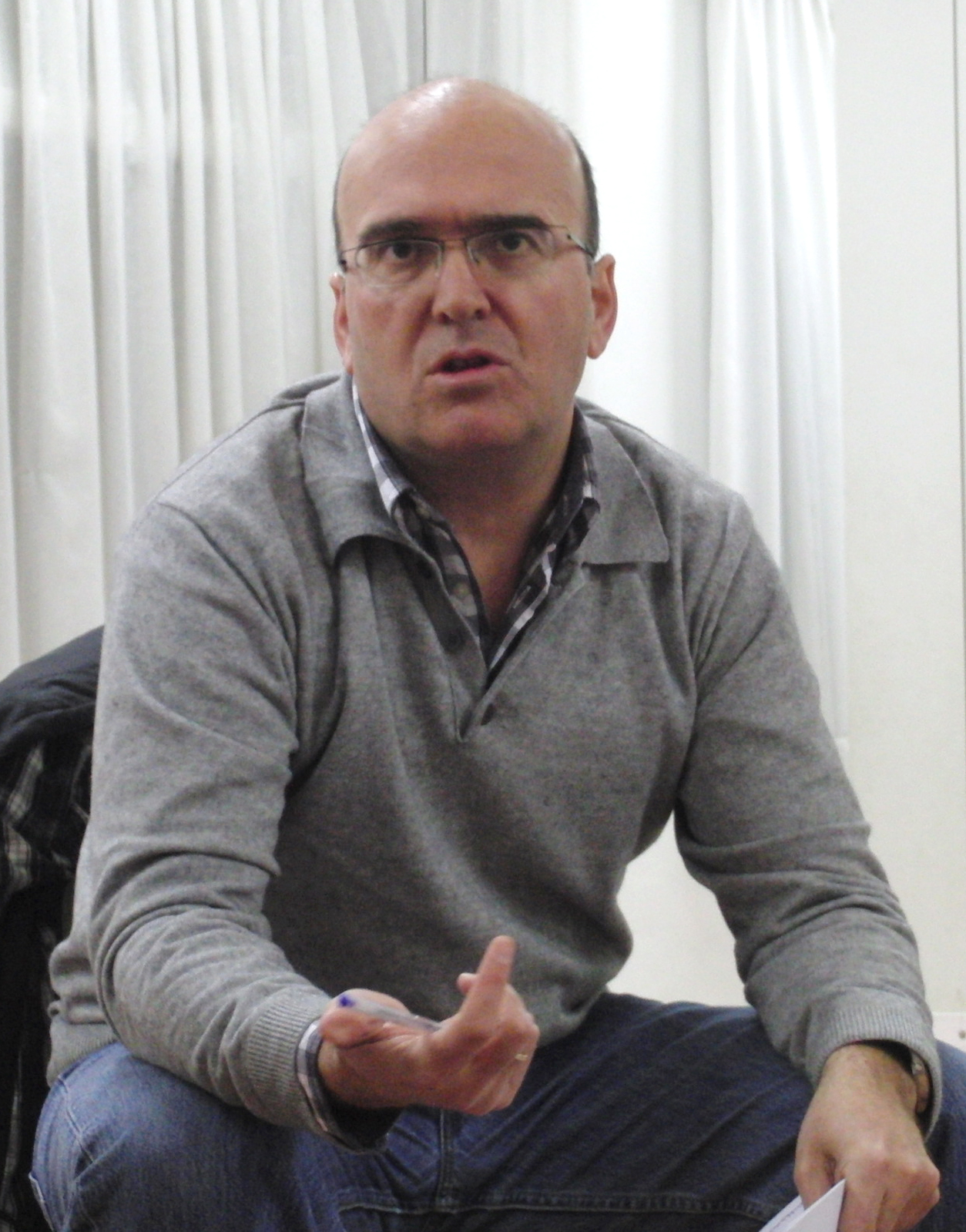
Aingeru Epaltza

Aingeru Epaltza Ruiz de Alda (* 1960 in Pamplona (bask. Iruña)) ist ein baskischer Schriftsteller.

## Leben
Aingeru Epaltza wurde 1960 in Pamplona (baskisch: Iruña) geboren. Der gelernte Journalist arbeitete viele Jahre bei verschiedenen Medien und ist heute Übersetzer bei der Landesregierung von Navarra. Seit er 1984 seine literarische Laufbahn als Theaterautor begann, gilt er als einer der Vorreiter der modernen Baskischen Literatur in Navarra. Neben dem Verfassen von Kinder- und Jugendbüchern und Kurzgeschichten ist er vor allem als Romanautor bekannt.

## Preise
1997 erhielt er für den Roman Tigre ehizean (Die Jagd auf den Tiger) den baskischen Literaturpreis.

## Bibliografie

### Kurzgeschichten
- Garretatik erauzitakoak (1989, Elkar)
- Lasto sua (2005, Alberdania)

### Romane
- Sasiak ere begiak baditik (1986, Elkar)
- Ur uherrak (1991, Pamiela)
- Tigre ehizan (1996, Elkar)
- Rock'n'roll (2000, EEF - Elkar)

### Kinder- und Jugendbücher
- Lur zabaletan (1994, Pamiela)
- Sorginkerien liburua (1997, Pamiela)
- Baloika (2000, Pamiela)
- Urtegijauna (2002, Pamiela)

### Übersetzungen ins Deutsche
- Rock'n'Roll (2008, Pahl-Rugenstein), übersetzt von Petra Elser[1]

### Übersetzungen ins Französische
- À la chasse au tigre (ursprünglich Tigre ehizan), übersetzt von Elena Touyarou-Phagaburu[2]

### Übersetzungen ins Spanische
- Agua turbia (ursprünglich Ur uherrak)[2]
- Cazadores de tigres (ursprünglich Tigre ehizan), übersetzt von Aingeru Epaltza[2]
- Rock'n'roll, übersetzt von Aingeru Epaltza[2]
- Fuego de paja (ursprünglich Lasto sua), übersetzt von Jorge Giménez Bech[3]